# Tadeusz Rusak
Tadeusz Rusak (ur. 20 października 1946 we Wrocławiu) – oficer Sił Zbrojnych Rzeczypospolitej Polskiej, generał brygady; funkcjonariusz polskich służb specjalnych.
Studiował w Wyższej Szkole Oficerskiej Wojsk Zmechanizowanych im. T. Kościuszki we Wrocławiu. 
W 1971 jako podporucznik służył w jednostce zmechanizowanej 10 Sudeckiej Dywizji Pancernej. W latach 1977–1980 studiował w Akademii Sztabu Generalnego Wojska Polskiego w Rembertowie. Do 1990 był wykładowcą i zastępcą kierownika Zakładu Taktyki Wyższej Szkoły Oficerskiej Wojsk Chemicznych w Krakowie. 
7 sierpnia 1990 przeszedł do Urzędu Ochrony Państwa. Organizował Delegaturę UOP w Krakowie i kierował nią do grudnia 1997. Od 21 grudnia 1997 do 25 października 2001 był szefem Wojskowych Służb Informacyjnych.
W 1993 odznaczony Złotym Krzyżem Zasługi, a w 2000 Krzyżem Kawalerskim Orderu Odrodzenia Polski.